# Ingeschreven
Het ingeschreven zijn van een figuur in een andere figuur is een begrip uit de meetkunde.

## Veelhoeken
Een veelhoek {\displaystyle {\mathcal {A}}} heet ingeschreven in een andere veelhoek {\displaystyle {\mathcal {B}}} als de hoekpunten van {\displaystyle {\mathcal {A}}} op de zijden van de {\displaystyle {\mathcal {B}}} liggen.
Het duale begrip is de omgeschreven veelhoek.

### Voorbeelden
Voorbeelden van ingeschreven driehoeken zijn de Ceva-driehoek en de voetpuntsdriehoek.

## Krommen
Een kromme {\displaystyle {\mathcal {C}}} heet ingeschreven in een veelhoek {\displaystyle {\mathcal {A}}} als de zijden van {\displaystyle {\mathcal {A}}} raaklijnen zijn van {\displaystyle {\mathcal {C}}}.
Een veelhoek {\displaystyle {\mathcal {A}}} heet ingeschreven in een kromme {\displaystyle {\mathcal {C}}} als de hoekpunten van {\displaystyle {\mathcal {A}}} op {\displaystyle {\mathcal {C}}} liggen

### Voorbeelden
Voorbeelden van ingeschreven krommen zijn 
- de ingeschreven cirkel van een veelhoek
- de aangeschreven cirkels van een driehoek. Hoewel er een afwijkende namen worden gebruikt zijn aangeschreven cirkels feitelijk ingeschreven krommen.